# Yōsuke Nozaki
Yōsuke Nozaki (japanisch 野崎 陽介 Nozaki Yōsuke; * 16. Februar 1985 in der Präfektur Mie) ist ein japanischer Fußballspieler.

## Karriere
Nozaki erlernte das Fußballspielen in der Universitätsmannschaft der Mie-Chukyo-Universität. Seinen ersten Vertrag unterschrieb er 2007 bei Sagan Tosu. Der Verein spielte in der zweithöchsten Liga des Landes, der J2 League. Für den Verein absolvierte er 78 Ligaspiele. 2010 wechselte er zum Ligakonkurrenten Yokohama FC. Für den Verein absolvierte er 199 Ligaspiele. 2018 wechselte er zu Tochigi Uva FC. Ende 2018 beendete er seine Karriere als Fußballspieler.